# Нафтна индустрија у Азербејџану
Нафтна индустрија у Азербејџану производи око 873 260 барела (138 837 м3) нафте дневно и 29 милијарди кубних метара гаса годишње од 2013. Азербејџан је једно од родних места нафтне индустрије.
Државна нафтна компанија Републике Азербејџан (позната као SOCAR), главни извор прихода за азербејџанску владу, је национална нафтна и гасна компанија у потпуном државном власништву са седиштем у Бакуу, Азербејџан.

## Први нафтни бум
Године 1871. Иван Мирзојев, етнички Јермен који је тада био монополиста откупчине, изградио је прву дрвену нафтну бушотину, а затим другу следеће године. Бушење је изведено примитивно са баланс полугом, чекрком и ручном пумпом.

## Рана историја
Постоје докази да се нафта користила у трговини још у 3. и 4. веку. Подаци о производњи нафте на Апшеронском полуострву могу се наћи у рукописима многих арапских и персијских аутора.
Верује се да је следећи параграф из извештаја познатог путника Марка Пола „il Milione“ референца на нафту из Бакуа: „Близу грузијске границе постоји извор из којег шикља млаз уља, у толиком изобиљу да стотине бродова може напунити одједном. Ово уље није добро за јело; али је добро за паљење и као мелем за људе и камиле заражене сврабом или крастама. Људи долазе са велике удаљености да донесу ово уље, а у целом суседству не гори ниједно друго уље осим овог.“
Натпис из 1593. године у Балаксанију обележава ручно ископан бунар, дубок 35 м.
Турски научник и путник из друге половине 17. века, Евлија Челебија, известио је да је „бакуску тврђаву окруживало 500 бунара, из којих се производило црно и бело кисело рафинисано уље“.
Први детаљан опис нафтне индустрије Бакуа дао је Енгелберт Кемпфер, секретар шведске амбасаде у Персији (Иран) 1683. године.
Године 1636. Адам Олеаријус Елшлегер (1603-1671), немачки дипломата и путник, дао је опис 30 бакуских нафтних бушотина.
У својим белешкама потврђује постојање места где природни гас излази на површину Кемпфер овако описује „пламтећу степу“: она „... представља необичан и диван призор, јер су неке пукотине пламтеле великим, друге приличним пламеном и дозвољавале су свима да приђу; трећина је испуштала дим или у сваком случају минимално приметно испаравање које је одашиљало тежак и смрдљив укус уља. Заузимала је територију од 88 корака у дужину и 26 у ширину“.
Многи европски извештаји о Кавказу из 18. и 19. века помињу Бакуски храм ватре у округу Сурахани, где се ватра напајала природним гасом из стена испод тог места.

## Предреволуциони период
Хаџи Касимбег Мансурбеков је 1803. године први пут у свету започео вађење морске нафте у заливу Бибихејбат из две бушотине удаљене 18 и 30 метара од обале. Прво вађење нафте на мору је напуштено када је јака олуја 1825. уништила бунаре.
Године 1806. Руска империја је окупирала Баку канат и преузела монополску контролу над производњом нафте. Касније су ексклузивна права на производњу нафте дата појединцима, чиме је створен персијски откупчина систем закупа. Те године су сви извори нафте Абшерон, Губа и Салијан који су припадали Бакуском канату реквирирани и проглашени за државну имовину Русије; а такође, од тренутка припајања Бакуског каната Русији, око 120 бунара је било постављено у области Бакуа; годишње извлачење из ових бунара износило је око 200 хиљада пуда нафте.
Године 1837. Руси су изградили рафинерију нафте у Балаксанију.
Методе вађења нафте у то време биле су веома примитивне — углавном ручно ископани бунари, избушени до веома малих дубина. О обиму производње тих година може се судити из података које је 1842. дала Каспијска комора Одељења за државну имовину. Односи се на 136 бунара око Апшерона, који су произвели 3 760 м3 (23 600 барела) годишње, а ово уље се извозило у Персију, где је коришћено за осветљење, као и у помадама и другим традиционалним лековима.
Као резултат откупчина монопола и одсуства растуће потражње, годишња производња нафте у првој половини 19. века остала је непромењена на 250–300 пуда (4–5 хиљада тона). Године 1813. број производних бунара био је 116, затим 125 - 1825. године, 120 - 1850. године, и 218 - 1860. године. Откупчина систем је значио да је производња нафте монополизована од стране групе појединаца који нису имали никакав подстицај да повећају производњу или побољшају методе бушења. 1844. године Василиј Семјонов (1801-1863) је руској влади на Кавказу (регион Баку) представио извештај са детаљима идеја које је развио Николај Воскобојников (1801-1860) о бушењу нафте уместо о ручном копању јама. Године 1845. Велики кнез Михаил Воронцов (1782-1856), гувернер Кавказа, одобрава средства за бушење нафте с обзиром на идеје Н.И. Воскобојникова.
Године 1846, под надзором државног саветника В.Н. Семјонова, инжењер Алексејев је избушио бунар дубине 21 м користећи примитивни ударни механизам за бушење у Бибихејбату да би истражио нафту, са позитивним резултатима. Више од деценије касније, 27. августа 1859. године, „пуковник“ Едвин Л. Дрејк је први пут добио нафту на америчком тлу.
Мала петрохемијска индустрија је настала око Бакуа, пошто је потражња за керозином (петролејом) нагло порасла. Василиј Кокорев, Петар Губонин и немачки барон Н.Е. Торноу изградили су прву фабрику керозина у Сураханију. Фабрика је коришћена за производњу керозина од "кира", супстанце налик асфалту. Године 1859, Н.И. Вит, тифлиски (тбилиски) фармацеут, изградио је другу фабрику за производњу петролеја на острву Пиралахи.
Све до 1870-их, Русија је имала државни монопол на производњу нафте и резерве око Бакуа, на основу уговора на 3-4 године. Производња је била ограничена на захватање цурења из плитких бунара ископаних ручно. Нафта је затим транспортована арбосима (коњима који су носили по 2 бурета) до обале Бакуског залива. Тамо је керозин дестилован у рафинеријама, а затим транспортован на руска тржишта, посебно у Санкт Петербург, бродом преко Каспијског мора и реке Волге. Године 1873. нови закон је заменио  уговор - монопол, системом дугорочног закупа, а 1877. укинуо акцизу на керозин.
Роберт Нобел је стигао у Баку у марту 1873. године, где је купио рафинерију нафте, а 1875. године купио је велики део нафтног поља Балахани, где је изградио нову рафинерију. Компанија за производњу нафте браће Нобел основана је 1877. године, а затим "Бранобел" 1879. године. Додали су инфраструктуру, укључујући први систем цевовода у Русији 1877. године, пумпне станице, складишта, железничке вагоне цистерне и први успешан океански нафтни танкер, Зороастер. Године 1881. увели су континуирану дестилацију у више посуда и ангажовали Хјалмара Сјегрена као геолога компаније 1885. Нобелови су изградили Вилу Петролеу као град компаније који је обухватао станове, куће, школе и библиотеке, док су запослени добијали тантијеме и бесплатно образовање.
Baku Petroleum Association је формиран 1884. године, да би спречио извоз сирове нафте. Уместо тога, између 1897. и 1907. године изграђен је велики цевовод за керозин, повезујући Баку са луком Батуми. ‍:46–47
Нафтни барони у Бакуу су основали сопствену организацију, Конгресни савет за вађење нафте. Направили су сопствени часопис Neftyanoe Delo (Нафтни бизнис), библиотеку, школу, болницу и апотеку. Шест година Конгресом Савета за извлачење нафте руководио је Лудвиг Нобел.
Нафтна индустрија је у великој мери утицала на архитектонски изглед Бакуа као модерног града. Основане су административне, друштвене и општинске институције које су, заузврат, одлучивале о осветљењу града, путевима, улицама, зградама, телефонским станицама и колицима са коњском вучом. Уређене су баште и паркови и изграђени хотели, казина и прелепе продавнице.
Првобитно, ексклузивна права за развој нафтних поља у Бакуу била су у рукама предузећа регистрованих у Русији, а тек 1898. године стране компаније су добиле права да истражују и развијају нафтна поља, као и да учествују у годишњим тендерским процесима. Између 1898. и 1903. британске нафтне компаније уложиле су 60 милиона рубаља у нафтна поља у Бакуу. Етнички Јермени су такође допринели производњи нафте и бушењу око Бакуа. Они су наводно водили скоро једну трећину нафтне индустрије у региону до 1900.

### Производња нафте
Између 1898. и 1901. Баку је произвео више нафте него САД. До 1901. половина светске нафте произведена је из 1900 бушотина, које се налазе у кругу од 6 квадратних миља.‍:25,56
Главни региони за производњу нафте налазили су се у близини Бакуа у Сабунчију, Сураханију и Бибихејбату. До почетка 20. века, регион Сабунчи производио је 35% нафте у Бакуу, а регион Бибихејбат 28%, а следе Романски и Балахански регион. Највећи део производње нафте у раним данима долазио је из ерупција нафте, иако је то био веома неекономичан и еколошки штетан процес. Међутим, удео производње из ерупција у укупној производњи опадао је како се опрема побољшавала. Године 1887. ерупције су чиниле 42% захваћене нафте, али до 1890. њихова преваленција се смањила на 10,5%.
Страни капитал је доминирао у нафтној индустрији предреволуционарне Русије. Уочи Првог светског рата три компаније („Руска генерална нафтна компанија“, „Royal Dutch Shell“ и „Партнерство браће Нобел“) држале су 86% укупног акцијског капитала и контролисале 60% производње нафте. У региону Бакуа 1903. године радило је 12 енглеских компанија са капиталом од 60 милиона рубаља. Године 1912. Англо-холандски Royal Dutch Shell је добио 80% акција Каспијско-црноморског друштва "Мазут", које је припадало Браћи Ротшилд. Друге британске компаније куповале су нафтне операције од хаџи Зејналабдина Тагијева.
Године 1898. руска нафтна индустрија је произвела више од нивоа производње нафте у САД. Тада се производило око 8 милиона тона (160 000 барела (25 000 м3) нафте дневно). До 1901. Баку је производио више од половине укупне производње светске нафте (11 милиона тона или 212 000 барела (33 700 м3) нафте дневно) и 55% све руске нафте. Отприлике 1,2 милиона тона бакуског керозина је такође продато у иностранство.

### Локални нафтни барони и стране нафтне компаније
- Branobel Operating Company — највећи појединачни произвођач нафте у Азербејџану са 25.000 барела по дану 1914. Највећа рафинерија и транспортер нафте, као и малопродаја керозина у Европи. Тржишта Француске, Турске, Грчке и Немачке била су у потпуности снабдевена керозином и другим производима произведеним у Branobel-у.
- Браћа Ротшилд — трговина и отпрема у сарадњи са Shell-ом. Поседовали су највећу флоту танкера у Каспијском мору после Нобела.
- Александар Манташев — јерменски нафтни тајкун, власник треће највеће нафтне компаније у Бакуу, А.И. Манташев &amp; Со, до 1904.
- Калуст Гулбенкијан — јерменски нафтни тајкун, звани „Господин пет одсто“. Организовао је спајање Royal Dutch Petroleum Company са "Shell" Transport and Trading Company Ltd. и постао главни акционар новоформиране компаније Royal Dutch Shell.[12]
- Royal Dutch Shell је деловао преко следећих повезаних компанија: Caspian Black Sea Society, Caucasus, С.М. Шибајев и Со. Конзорцијум који је предводио Shell произвео је петину руске производње до 1914. године. Производња Royal Dutch Shell-а са нафтних поља у Бакуу износила је 15.000 барела по дану 1914. године.
- Зејналабдин Тагијев — нафта, текстил и риболов. Његова фирма је производила 1 900 барела (300 м3) на дан 1887. године и заузимала 4. место у рафинерској делатности.“[13]
- Ага Муса Нагијев — нафта и некретнине. Био је други по величини произвођач нафте и највећи домаћи произвођач.
- Муртуза Мукхаров — услуге бушења нафте.
- Шамси Асадулајев — транспорт нафте, највећи домаћи индустријалац.
- Џејмс Вишау и Англо-руска нафтна компанија
- Трговачка кућа Бенкендорф и Со.— производња нафте.
- Руска нафтна генерална корпорација — основана у Лондону 1912. године од најзначајнијих руских и страних банака, ујединила је 20 компанија. Међу њима су били А.И. Манташев &amp; Со, Г.М. Лианозов Синови, Адамов и синови, Moscow-Caucasus Trade Company, Caspian Partnership, Russian Petroleum Society, Absheron Petroleum Society и други. Ова агломерација је до 1916. производила више од 30% руске нафте.

Било је и других предузетника нижег ранга који су такође дали допринос индустријском развоју Азербејџана, као што су Хаџи Баба Алекперов, Агасибек Ашурбејов, Али Бала Зарбалијев, Кербалај Зарбалијев, Хусеин Меликов, Г. Багиров, Г. Алијев, С. Зминов, Браћа Амир-Асланов и други, били су власници нафтних поља у Сабунчи, Балаханију, Романију, Шубанију, Бибихејбату.

### Подземље и бушење
Од касних 1890-их, велике компаније почеле су да запошљавају геологе да испитују и мапирају будуће структуре. Геолог и специјалиста за нафту Дмитриј Голубјатников започео је систематско истраживање Абшерона и предвидео доступност налазишта нафте у Сураханском пољу. Године 1901. откривено је и пуштено у производњу нафтно поље Пиралахи. Научници попут Ивана Губкина, Голубјатникова и Ускина описали су производне серије депозита Азербејџана и процесну генерацију први пут 1916.
Почетком 20. века, иновације су почеле да побољшавају досадашње праксе бушења бунара. Већина дотадашњих бушотина је избушена методом кабловског бушења, што је експлоатацију ограничило на плитку дубину.
Квалификовани инжењери (од којих је Фатула Рустамбејов први држављанин Азербејџана) допринели су побољшању пројекта бунара. Почетком 1913. догодиле су се следеће промене у неким од највећих произвођача као што је "Бранобел".
- Прелазак са бушења ударним каблом на ротационо бушење помоћу електричног погона.
- Употреба цеви за кућиште навоја уместо низа вентила током бушења.
- Замена дрвених стубова металним.
- Процес ваздушне пумпе је први пут тестиран 1915. године на романском пољу.
- Компресија при транспорту нафте и гаса уведена је 1911. године.

### Складиштење и транспорт
1858. основано је једно од највећих бродарских компанија на Каспијском мору —  акционарско друштво „Кавказ и Меркуриј“ које је служило као први испоручилац нафте.
Велике промене у области складиштења нафте увео је "Бранобел". Да би се неутралисао губитак из земљаних јама, посуда и језера где су велике количине нафте испариле или једноставно продрле назад у земљу, компанија је почела да користи гвоздене резервоаре за складиштење нафте.
Први успешан нафтни танкер на свету — обновљени метални брод под називом Зороастер— изграђен је 1877. у Шведској од стране Нобела. Од 1890, 345 танкера, укључујући 133 парна пловила и 212 једрењака, пловило је Каспијским морем. На пример, компанија Mazut Trading Co, коју су основали Ротшилди 1898. године, поседовала је 13 танкера само у Каспијском мору. Током ових година појавили су се домаћи азербејџански бродовласници, од којих је највећа флота припадала Шамси Асадулајеву.
Године 1877. завршена је изградња првог нафтовода који повезује Сурахањско нафтно поље и рафинерију у Бакуу. До 1890. било је више од 25 цевовода, укупне дужине 286 км.
Браћа Нобел су прва увела железничке цистерне (цистерне) за транспорт нафте, када је 1883. године изграђена железничка веза између Бакуа и Тифлиса (данас Тбилиси). Ситуација са ограниченим могућностима извоза решена је изградњом нафтовода Баку–Батум. Након 1936. Батум је преименован у Батуми. Изградња је почела 1897. године и завршена је 10 година касније под надзором професора Н.Л. Шукина.

## Револуција и Совјетска Република
Неколико нафтних криза потресло је Русију око 1903. године, када су стални штрајкови, насиље и етнички сукоби током руске револуције 1905. довели до пада производње нафте са врхунца од 212 000 барел/дан (33 700 м3/д). Релативни мир раних 1910-их нарушен је Првим светским ратом, када је производња нафте стално опадала и достигла најнижи ниво од само 65 000 барел/дан (10 300 м3/д)  до 1918. године, а затим још катастрофално опала до 1920. године. Услед грађанских немира није био могућ извоз нафте, оштећена су складишта нафте, а бушотине нису радиле. Влада Азербејџанске Демократске Републике није била у стању да надокнади штету нанету нафтној индустрији током свог мандата између 1918. и 1920. године.
Од 1918. године у Азербејџану је акумулирано више од 5 милиона тона нафте. Након окупације Азербејџана од стране бољшевика, све залихе нафте биле су усмерене ка Русији. Сва нафтна средства у земљи су национализована и формирана је државна компанија Азнефт. Године 1920. Александар П. Серебровски, ускоро познат као "совјетски Рокфелер", именован је за шефа Азнефта.
Године 1920. у руској нафтној индустрији радило је само 1800 квалификованих стручњака, од којих је 1232 радило у Азербејџану. Индустрији је хитно била потребна технологија, образовање и стручњаци. Научна размена је почела са САД, где су посетиоци из Бакуа упућени на нафтна поља у Пенсилванији, Оклахоми, Калифорнији, Тексасу, научили нове методе продубљивања и експлоатације бунара. Државна нафтна академија Азербејџана основана је 1920. године за обуку стручњака за нафту.
Од касних 1920-их, производња се стабилизовала. У 1928–1929, производња нафте у СССР-у износила је 13,5 милиона тона, укључујући 8,7 милиона тона из Азербејџана. Од 1940. укупна производња Азербејџана — 23,5 млн. т (475 000 барел/дан (75 500 м3/д)) — била је историјски рекорд који није оборен до 2005.

### Напредак у пракси бушења
По први пут у Русији 1925. године, инжењер из Бакуа М.М. Скворцов је конструисао уређај за аутоматско кретање бушилице, који је постао познат као „аутоматска бушилица“. Од 1930. године, Шлумбергер је користио електричне алате у бушотини на нафтном пољу Сурахани.
У Бакуу је уведена нова технологија у бушењу: електрични агрегати са тачном контролом броја обртаја ушли су у широку употребу. Од раних 1930-их, око трећине бунара је радило са ваздушним пумпама. Године 1933. избушена је прва девијантна бушотина на пољу Бибихејбат.
Друге новине су биле:
- 1936. почиње индустријска примена вишестепене турбо бушилице без редуктора коју су измислили Шумилов, Тагијев и други.
- Први пут у свету избушена је нафтна бушотина електро-бушећим конструкцијом коју су на нафтном пољу Кала увели инжењери Островски, Александров и други.

### Други светски рат
Између 1939. и 1940. године, када је Совјетски Савез испоручивао нацистичкој Немачкој нафту, Британија и Француска су планирале велику офанзиву стратешког бомбардовања под називом Операција Штука да униште постројења за производњу нафте у Бакуу.
Током те прве године рата, Азербејџан је произвео 25,4 милиона тона нафте - рекорд. Указом Врховног совјета СССР- а из фебруара 1942. године, ангажовање више од 500 радника и службеника нафтне индустрије Азербејџана признато је давањем ордена и медаља СССР-а.
До краја године толико је инжењера и нафтних радника отишло на ратни фронт да су позиције морале да попуне жене. До лета 1942. више од 25.000 жена или 33% свих радника радило је у сменама од 18 сати у нафтној индустрији. У рафинеријама и хемијским фабрикама проценат жена је био још већи, процењен на 38%. До 1944. године учешће жена је порасло на 60%. На нафтна поља да помогну вратили су се и ветерани и пензионери. Није било неуобичајено за радну снагу малих градова (тј. Кинчиво) да се потпуно и брзо преокрену ка зависности од нафтне индустрије током овог периода.
Хитлер је био одлучан да заузме нафтна поља на Кавказу, посебно у Бакуу, јер би то обезбедило преко потребне залихе нафте за немачку војску, која је патила од блокада. Немачка офанзива кодног назива Операција Плаво из 1942. довела је до одлучног покушаја да се заузму нафтна поља у великом напредовању у то подручје. Хитлер је 23. јула 1942. потписао Директиву број 45 о извођењу стратешке операције на Кавказу, кодног назива „Edelweiss“. Према плану ове операције, главни нафтни региони Кавказа (Баку, Мајкоп, нафтно поље Грозни) требало је да буду окупирани, а Вермахт је требало да се снабдева горивом које му је очајнички било потребно са ових територија. Према плану „Edelweiss“, усмереном на искључиво стратешке циљеве Немаца, Баку је требало да буде окупиран 25. септембра 1942. године. Немачка војна команда планирала је изненадно искрцавање трупа у Бакуу како совјетске власти не би могле да униште нафтна поља. Али снаге Осовине су биле опкољене и на крају поражене код Стаљинграда, присиљене на повлачење из региона. Контрола снабдевања нафтом из Бакуа и са Блиског истока одиграла је велику улогу у ратним догађајима и коначној победи савезника. Прекид испоруке нафте знатно је ослабио Јапан у другом делу рата на Пацифику.

## Послератни период

### Почетак истраживања на мору
Производња нафте са постојећих налазишта почела је да опада након Другог светског рата, као резултат катастрофалне прекомерне производње и недовољног улагања. Међутим, осећало се да постоји прави потенцијал за нова открића на мору.
Још 1864. године, немачки минералог и геолог Ото фон Абих је истраживао и пријавио структуре присутне на морском дну Каспијског мора.
Почетком 1930-их, инжењери су предложили изградњу бунара на мору од дрвених конструкција, повезаних насипом. Први такав бунар положен је на отвореном мору на дубини од 6 м источно од залива Бибихејбат.
Године 1945. нафтни инжењери С.А. Орујев и И. Сафаров су предложили методу цевастих склопивих конструкција за базе на мору. Ова конструкција је омогућила брзу монтажу испод нафтне платформе у било које годишње доба. Група нафташа је 1947. године развила метод повезивања развојних платформи и постројења за прераду. Просечна висина стуба изнад нивоа мора је била 5–7 м, а ширина мостића је била око 3,5 м. Године 1948. почела је изградња стубова и других мостова на Пиралахију и Нефт Дашларију.

### Нефт Дашлари
Један од упечатљивих примера за развој нафтних налазишта на мору је „Нефт Дашлари“. Налази се југоисточно од Апшеронског архипелага. У Нефт Дашларију дубина мора се креће од 10 до 25 м, иако део нафтног базена достиже и 60 метара дубине. Проспекција нафте са геолошким истраживањем, бушењем конструкције, сеизмичким истраживањима и пред-бушењем почела је 1945. године.
Дана 24. августа 1949. године, прва истражна бушотина на мору у Нефт Дашларију (Нафтне стене) је избушена након што је изграђен насип. У новембру на дубини од 1.000 метара, бушотина Н1 је тестирала нафту са уделом од 700 барел/дан (110 м3/д). Нефт Дашлари се назива „Острво седам бродова“ јер су током изградње моста потопљени напуштени бродови како би се обезбедила чврста база за насипе.
Интензиван развој почео је 1950. године. Развој са више локација за бушење повезаних мостовима на стубовима такође је користио девијантне рупе. 1953. године, да би се одржао притисак у резервоару, примењена је поплава. Поље још увек испоручује око 15 000 барел/дан (2 400 м3/д) после 50 година експлоатације.

### Истраживања на мору 1960-их и 1970-их
Као резултат интензивног геолошког и геофизичког картирања током 1950–1960, утврђене су каспијске нафтно-гасне структуре. Открића су укључивала поља као што су обала Дарвин, Гум Дениз „Кануб”, „Гургани-есеа”, „Острво Чилов”, „Хази Асланов”, „Сангачали”, „Дувани”, „Острво Була” и острво Пешчани.
Једно од највећих пучинских поља „Сангачал-дениз” је више пута бушено од 1959. године, али успех је постигнут тек 1965. године. Бушотина налазишта „Дувани-дениз поље” тестирана је у мају 1963. са количином од 700 барела/дан (110 м3/д). Ово поље има око 700 милиона барела (110 000 000 м3) резерви нафте.
Неколико великих нафтних и гасних поља откривено је и пуштено у производњу између 1968. и 1975. године: Бахар (1968), Сангачали-Дуванчи (1969), Була Дениз (1975).
Производња је достигла врхунац 1967. са произведених 414 000 барел/дан (65 800 м3/д) и од тада је почела да опада. Производња гаса је стално расла све до 1990-их, док није дошло до опадања гасних поља Бахар и Була.
Као резултат примене савремених метода истраживања, у Каспијском мору на дубини од 200 метара отворена су четири нова поља са више резервоара: Гунашли (1979), Чираг (1985), Азери (1988) и Капаз (1989). Каспијско море је било покривено екстензивном 2Д сеизмичком мрежом, а покушај 3Д сеизмике је, међутим, био неуспешан. Откриће комплекса поља Азери-Чираг-Гунашли било је последње, али значајно достигнуће азербејџанских совјетских истраживача. Плитки део Гунашлија, где је дубина воде омогућавала развој нафте, пуштена је у производњу до 1989. и сада испоручује 120 000 барел/д (19 000 м3/д).
У Чирагу је бушење обављено помоћу полупотопљене опреме за бушење на дубини од 200 метара —  рекорд на мору за СССР. Комплекс Азери-Чираг-Гунашли садржи више од 16 милијарди барела (2,5 x 109 м3) нафте.

## „Уговор века” и наредне године
Након стицања независности Азербејџан је почео да привлачи преко потребне стране инвестиције у земљу.
Имплементација до сада склопљених 20 уговора (за које су потребна улагања од 60 милијарди долара) саставни је део нафтне стратегије Азербејџана. Азери, Чираг и дубоководни Гунашли – Међународни уговор бр. 1 потписали су председник Хејдар Алијев и међународне компаније учеснице 20. септембра 1994. године, ратификовао га је парламент 2. децембра, а ступио је на снагу 12. децембра. Због својих потенцијалних резерви процењених на 6 милијарди (950 000 000 м3) нафте, овај пројекат се често назива „Уговором века“. Предвиђена инвестиција за овај пројекат је 13 милијарди долара.
Неколико месеци касније, 1995. године, организован је конзорцијум, познат као Азербејџанска међународна оперативна компанија (АМОК). Првобитно АМОК се састојао од једанаест великих међународних компанија: BP (Велика Британија), Amoco (САД), Лукоил (Русија), Pennzoil (сада Девон у САД), Unocal (САД), Statoil (сада Equinor из Норвешке), McDermott (САД), Ramco (Шкотска), TPAO (Турска), Delta Nimir (сада Amerada Hess из САД) и SOCAR (Азербејџан).
Од тада Exxon, сада ExxonMobil (САД); ITOCHU (Јапан); и INPEX (Јапан) су се придружили конзорцијуму, а McDermott, Ramco и Лукоил су продали своје акције. Први председник АМОК-а био је Тери Адамс из Бритиш Петролеума (БП), компаније која управља нафтним платформама на мору и терминалом Сангашал на копну.
Међутим, постојао је проблем како да се нафта испоручи на европска тржишта. Овај проблем је решен споразумом о изградњи гасовода Баку–Тбилиси–Чејхан између Азербејџана, Грузије и Турске 1998. године.
Нафтовод Баку–Тбилиси–Чејхан званично је отворен 13. јула 2006. и сада транспортује сирову нафту дужином од 1 760 км од нафтног поља Азери–Чираг–Гунашли на Каспијском мору до Средоземног мора. Нафта се пумпа са терминала Сангашал у близини Бакуа, преко Тбилисија, главног града Грузије, до Чејхана, луке на југоисточној медитеранској обали Турске. То је други најдужи нафтовод на свету. (Најдужи је нафтовод Дружба од Русије до централне Европе).
Више од 1,9 милиона тона азербејџанске нафте из луке Чејхан извезено је на светска тржишта у септембру 2017. (1 милион 204 хиљаде 943 тоне овог обима произвео је Државни нафтни фонд Азербејџана). Количина нафте извезена из луке Чејхан износила је 19 милиона 140 хиљада 954 тоне током јануара–септембра 2016.
2 милиона 268 хиљада 672 тоне азербејџанске нафте транспортовано је главним извозним гасоводом БТЦ у октобру 2017.
Укупно, 344 133 525 тона азербејџанске нафте је транспортовано БТЦ нафтоводом од јуна 2006. до 1. новембра 2017.
SOCAR, Nobel Oil Services и Absheron Drilling Company су 2007. године основали SOCAR AQS LLC. SOCAR AQS LL је подружница азербејџанског конгломерата NEQSOL Holding. 
Дана 9. септембра 2011. године, француски енергетски гигант Total SE, који у Азербејџану послује од 1996. године, објавио је велико откриће гаса у гасном пољу Абшерон на мору 100 км југоисточно од главног града Бакуа. Процењује се да поље има око 300 милијарди м³ гаса што ће накнадно повећати резерве гаса Азербејџана са 2,2 на 2,5 билиона м3.
Влада Азербејџана продужила је „Уговор века“ до 2050. године са конзорцијумом који предводи BP (Азербејџанска међународна оперативна компанија) на основу измењеног уговора за продужење Уговора о подели производње о развоју блока нафтних и гасних поља Азери–Чираг–Гунашли до 2050. Нови уговор је потписан 14. септембра 2017. након што је 23. децембра 2016. потписано писмо о намерама за будући развој поља.
Извршни директор групе БП, Боб Дадли, изјавио је: „У протекле 23 године Уговор века је заиста трансформисао Азербејџан, снабдевање енергијом Европе и све нас који смо толико напорно радили да он буде успешан. Данашњи уговор је можда још важнија прекретница у историји Азербејџана јер осигурава да ћемо у наредне 32 године наставити да радимо заједно на откључавању дугорочних развојних потенцијала кроз нове инвестиције, нове технологије и нове заједничке напоре. У светлу тога, мислим да је поштено назвати ово Уговором новог века.”
Меморандум о разумевању потписан је између SOCAR Absheron Gas Company и Bangladesh Petroleum Exploration and Production Company Limited (BAPEX) 20. фебруара 2018.
Председник SOCAR-а Ровнаг Абдулајев и регионални председник БП-а за Азербејџан, Грузију и Турску Гери Џонс потписали су 19. априла 2019. уговор вредан 6 милијарди долара. На церемонији потписивања усвојена је коначна инвестициона одлука о платформи  Azeri Central East, која је планирана за изградњу на блоку Азери-Чираг-Гунашли. Почетак изградње планиран је за 2019. годину, а завршетак је предвиђен за средину 2022. године.
У мају 2019, председник Пољске Анджеј Дуда посетио је Азербејџан. Рекао је да ће „и гас и нафта тећи... из Азербејџана и у Пољску. Тећи ће преко Азербејџана где транспортни коридори који су тренутно у изградњи чине и чиниће елементе кинеске иницијативе Појас и пут.
У априлу 2020. године, усред пандемије ковида 19, Баку је подржао историјски споразум између Организације земаља извозница нафте (ОПЕК) и других земаља које нису чланице ОПЕК-а за смањење производње у настојању да се стабилизује смањено тржиште нафте. Саопштење које је објавило азербејџанско министарство енергетике открива да се према новом споразуму од Азербејџана очекује да смањи производњу за 164.000 барела дневно у наредна два месеца. Током овог периода, Азербејџан би задржао просечну дневну производњу сирове нафте на нивоу који не прелази 554.000 барела, а земља би морала да одржава дневну производњу нафте на нивоу од 587.000 барела током периода јул–децембар и 620.000 барела између јануара 2021. и априла 2022.
У октобру 2020, Азербејџан је тврдио да је нафтовод Баку–Тбилиси–Чејхан био мета током рата у Нагорно-Карабаху између Јерменије и Азербејџана. Јерменија је одбацила оптужбе.

## Државни нафтни фонд Азербејџана
Државни нафтни фонд Азербејџана основан је указом бившег председника Хејдара Алијева 29. децембра 1999. године и почео је са радом 2001. То је државни фонд у коме се штеди вишак прихода нафтне индустрије. Основни циљеви Фонда су одржавање макроекономске стабилности и кроз смањење зависности од прихода од нафте и гаса и подстицање развоја ненафтног сектора, чување прихода за будуће генерације и финансирање главних пројеката. Приближан износ финансијских резерви Фонда је 34,7 милијарди долара. Средства фонда могу се користити за стратешки важне инфраструктурне пројекте, али не и за државно задуживање. Строга циљна алокација средстава Фонда смањује ризике улагања. Средства теку углавном из Државне нафтне компаније Азербејџана (SOCAR). Описано је да компанија ради на нетранспарентан начин, јер има сложену мрежу уговора и посредника за које невладине организације за надзор кажу да су довеле до богаћења владајућих елита у земљи.

#### Књиге
- Balayev S.G. Oil of the Country of Eternal Fire. Baku: Azernashir Publishing House, 1969, 160 p.
- Lisichkin S.M. Outstanding People of Native Oil Science and Technique. Moscow: Nedra Publishing House, 1967.
- Mir-Babayev M.F. Concise history of Azerbaijani oil. Baku: Azerneshr, 2007, 288 p.
- Vassiliou, Marius. Historical Dictionary of Petroleum Industry; 2nd edition. USA, Lanham MD: Rowman and Littlefield-Scarecrow Press, 2018, 593 p.
- Marius Vassiliou, Miryusif Mirbabayev. US and Azerbaijani oil in the Nineteenth Century: Two Titans. - USA, Lexington Books Publisher, 2022. - 259 p.

#### Чланци
- Mir-Babayev M.F. Azerbaijan's Oil History: A Chronology Leading Up to the Soviet Era Part 1 - "Azerbaijan International" Magazine, Sherman Oaks, CA (US) AI 10.2 (Summer 2002), p. 34–41. Search at AZER.com
- Mir-Babayev M.F. Azerbaijan's Oil History: Brief Oil Chronology since 1920  Part 2 - "Azerbaijan International" Magazine, Sherman Oaks, CA (US) AI 10.2 (Summer 2002), p. 34–41. Search at AZER.com
- Bati, Alum (2003). „The Legal Status of Production Sharing Agreements in Azerbaijan”. Journal of Energy & Natural Resources Law. 21 (2): 153—167. Bibcode:2003JENRL..21..153B. doi:10.1080/02646811.2003.11433323., 2003, p.
- Mir-Babayev M.F. Oil Rocks: the first city on the Caspian Sea – “Reservoir”, Canada, 39  (4):, April, p. 33-36.
- Mir-Babayev M.F. „Establishment of the first oil institute in Transcaucasian -”. Reservoir. 38 (8). 2011.. Canada, , September, p. 31–37.
- Mir-Babayev M.F. The role of Azerbaijan in the world's oil industry - Oil-Industry History. 12 (1): 109—123. 2011. Недостаје или је празан параметар |title= (помоћ). USA, .
- Mir-Babayev M.F. A brief history of oil and gas well drilling – “Visions of Azerbaijan”, 2012, January–February, p. 62-65.
- Mir-Babayev M.F., Atabeyli B. „The Unknown Nobel Prize in Baku -”. Oil-Industry History. 14 (1): 117—124. 2013.. USA, .
- Mir-Babayev M.F. Brief history of the first drilled oil well; and the people involved - „Oil-Industry History”. 18 (1). 2017: 25—34.. USA, .
- Wysatta, Mike. History of Azerbaijan oil chronicle further in second book: Reservoir Solutions, (USA-Canada), 2017, April–June, 20  (2):  10–12
- Mir-Babayev M.F. The Rothschild pages of Azerbaijan's oil history (Marking the 135th anniversary of the Caspian-Black Sea oil industry and trade company) – “Visions of Azerbaijan”, 2018, Spring, p. 34-38.